# 建国門事件
建国門事件あるいは9・20事件は、1994年に中華人民共和国で発生した大量殺人事件である。
1994年9月20日、中国人民解放軍の田 明建（ティエン・ミンチエン、でん めいけん）中尉は北京市通州区の駐屯地で上官を射殺し、さらに建国門に移動して銃を乱射した。
警官隊により田が射殺されるまでに、イラン人外交官とその息子を含む数十人が死亡または負傷したほか、対応に当たった軍人および警察官からも死傷者が出ており、最終的な死者数は24人とされる。

## 背景
田明建（1964年9月20日 - 1994年9月20日）は、北京衛戍区警衛第3師団第12連隊に所属する陸軍中尉で、事件当時は通州区の駐屯地に勤務していた。彼は狙撃手として10年以上の軍歴があったほか、軍事技術の専門家としても知られていた。一時は連隊参謀として勤務したこともあるが、短気で興奮し易い性格のために長続きせず、結局は中隊長勤務に収まっていた。彼は部下を殴りつけ規律違反に問われたことがあり、それ以来上官に対する恨みを抱いていた。
田は結婚していたものの、参謀将校を解任された為に営内で同棲する事は認められていなかった。妻との同棲を認めるように協力すると約束した連隊付政治委員に贈り物を渡したが、事件2日前にはこの政治委員が贈り物を田に返した上で贈賄についての処罰の可能性をほのめかしていた。妻が第2子を妊娠した際に一人っ子政策に基づく中絶を強要した上官たちと喧嘩をしたこともあった。田には既に娘が1人いたのだが、彼が生まれた河南省の農村部では伝統的に「息子を持たぬ事は男の人生における3つの失敗の1つである」とされていた。その為に田は密かに息子を持とうと考えていたが、何者かの密告でこれが露呈して中絶を余儀なくされたのである。この時点で妻は妊娠7ヶ月で、中絶手術中に胎児と共に死亡した。なお、後に判明したところによれば、この胎児は男児だったという。

## 銃撃事件

### 駐屯地
1994年9月20日早朝、田は自らの81式自動歩槍で武装し、連隊付政治委員を練兵場にて射殺した。さらに田は彼を静止しようとした将校3人を射殺し、駐屯地を出るまでに少なくとも10人の将兵を負傷させている。駐屯地の兵士らは混乱を引き起こさないように平服に着替えてから田の捜索を行ったが、田は彼らのジープを強奪して北京へと向かった。なお、彼はバスで北京に向かったという報道もある。

### 建国門
7時20分、建国門近くで赤信号に近づくと、ジープの運転手は車を街路樹に衝突させて逃げ出そうとした。田は運転手を射殺してから車を降り、無差別に通行人を銃撃しながら大使館通りへと向かった。この中で彼は17人の民間人を殺害しており、その中にはイラン人外交官ユーセフ・モハンマディ・ピシュクナリ(Yousef Mohammadi Pishknari)と彼の9歳の息子も含まれている。また、ピシュクナリのもう1人の息子と娘も負傷している。
田の逮捕と現場一帯の封鎖を行う為に数千人もの軍人と警察官が出動したが、腕利きの狙撃手でもあった田からの激しい抵抗によりなかなか接近できないでいた。その後、警官隊は雅宝路にて田を包囲し、激しい銃撃戦が始まった。この中で7人の軍人および公安民警職員が殉職し、また多数の通行人が流れ弾を受け死傷している。さらに流れ弾を受けたバスが運転を誤り急停車したことで重大な交通事故が発生し、被害は拡大した。最終的に警察の狙撃班が出動し、袋小路まで追い詰めた田を射殺した。
この事件による正確な死傷者数は不明である。事件直後の報道では14人が死亡、72人が負傷したとされ、ある医師は最悪の場合死者数が40人から50人まで増加するだろうと語っている。台湾の新聞『聯合報』が同年12月7日に掲載した記事では、15人（軍人6人）が死亡、60名が負傷と報じている。

## その後
カナダのテレビ局では大使館通りでの銃撃が始まった時点で衛星中継放送を開始したが、この電波はまもなく中国政府により遮断され、その後の報道および現地インタビューも中止された。
事件直後、北京衛戍区は中央軍事委員会から事件の徹底的な調査を命じられた。調査は総参謀部および総政治部の主導で行われ、当時中軍委の副主席だった張震将軍が責任者を務めた。
調査を経て、北京軍区司令員李来柱中将および同軍区政治委員谷善慶中将は党内での懲戒および制裁が与えられた。北京衛戍区司令員および同衛戍区政治委員も更迭された。さらに警衛第3師団長および同師団政治委員、第12連隊長、同連隊隷下の全ての大隊長および教官が更迭され、北京軍区政治部や北京衛戍区政治部に所属する何人かの将兵にも処罰が行われた。最終的におよそ60人の軍人が事件に関連して処分を受けた。
また、警衛第3師団は北京から遠く離れた国境地域の警備に回され、中央軍事委員会では武器管理教育および政治教育の徹底を図った。
田の捜索および射殺に関与した軍人や警察官には、それぞれ何らかの勲章・記章などが授与された。